# Weitendorf
Weitendorf es un municipio situado en el distrito de Ludwigslust-Parchim, en el estado federado de Mecklemburgo-Pomerania Occidental (Alemania), a una altitud de 15 metros. Su población a finales de 2016 era de 383 habs. y su densidad poblacional, 9 hab/km².

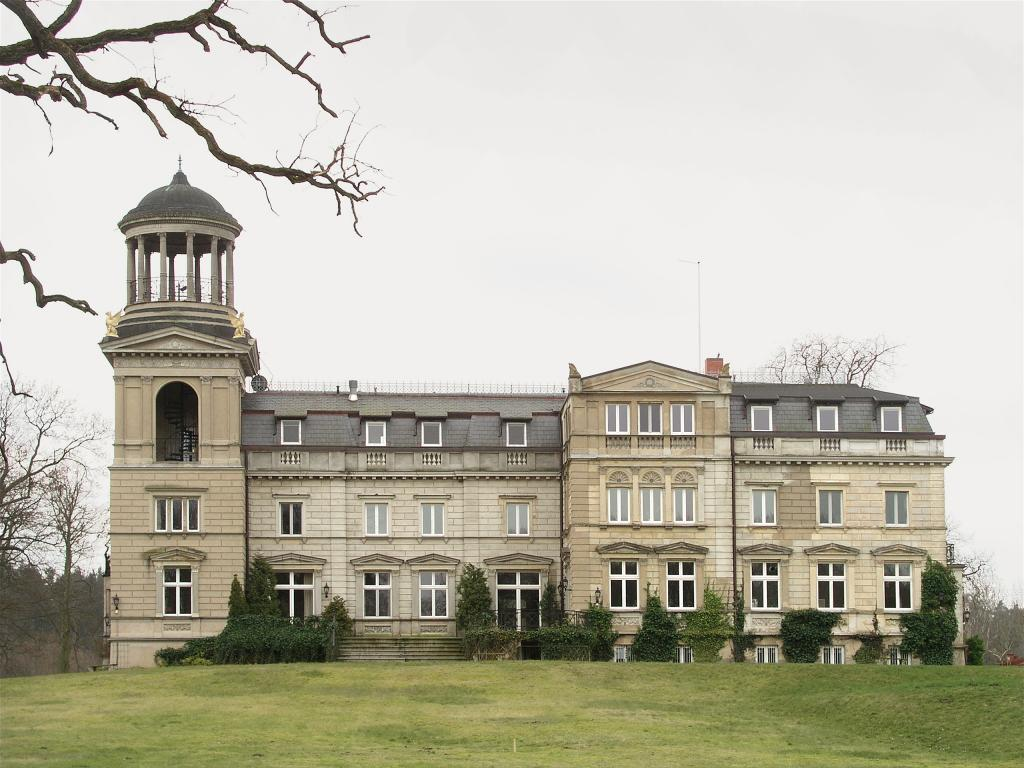
Castillo de Weitendorf